# الدوري الفرنسي الدرجة الرابعة
بطولة فرنسا الوطنية 2 وأيضا يطلق عليها الدرجة الرابعة هي رابع أعلى درجة بطولة في كرة القدم الفرنسية حيث تقع أسفل الدوري الفرنسي الدرجة الوطنية.